# 大山美佳
大山 美佳（おおやま みか、1984年7月20日 - ）は、日本のタレント・キャスター・リポーターである。兵庫県出身。エス・オー・プロモーション所属。

## 出演歴

### テレビ
- 澤井珈琲  TVCM
- ウィークリーすみだ(墨田区広報番組)キャスター
- いまどこイレブン（J:COM関東）木曜日キャスター
- 全日本学生柔道体重別選手権大会(BS11)リポーター
- 埼玉縣信用金庫 TV & Web CM
- ブルックス　カンタフェ　TVCM
- はるやま商事　TV CM　シャツラボ篇　ナレーション
- おすピーのシネバラ！（チャンネルNECO）リポーター・ナレーション
- 朝まるJUST（千葉テレビ）リポーター
- 再発見！魅力いっぱい川口市（テレ玉）リポーター
- ごごたま（テレ玉）リポーター
- Kunoichi.tv（テレビ北海道）レギュラー出演・ナレーション
- はっぴる（JCN千葉エリア各局）リポーター
- 中央区企画番組「アンテナショップへいこう！」(東京ベイネットワーク)リポーター

### ラジオ
- SPACE SHIP RADIO（FMヨコハマ）パーソナリティー
- 地域密着情報番組　プレッセ〜立川多摩地域情報局〜　(エフエムたちかわ)　パーソナリティ
- みかナビ（インターネットラジオ）パーソナリティ
- ラジオ日本特選ショッピング（ラジオ日本）ショッピングキャスター
- らぶパチ(インターネットラジオ)レギュラー出演
- GROOVE LINE Z（J-WAVE）リポーター
- ASIAN美少女FILEビジュアルプリンセスKUNOICHI.TVスペシャル(USENラジオ)MC

### イベント
- 警視庁交通安全イベント　司会
- 板橋区犯罪抑止生活安全のつどい　司会
- 東京タワー「ハイボールガーデン オープニングイベント」　司会
- a-nation コラボ企画イベント　ブースMC
- 人権シンポジウムin東京　司会
- 第三回日本長距離フェリー協会シンポジウム　司会
- ヒクソングレイシー杯国際柔術大会2011　司会進行
- 総合格闘技パンクラス　インフォメーションブースDJ
- トークショーMC(武田邦彦、道端アンジェリカ、ユージ、中村アン　他)
- 音楽イベントMC(JULEPS、CIMBA、導楽、敢闘GUYS　他)
- 学園祭司会(金田朋子、平田広明、本郷奏、いとうかなこ　他)

### その他
- 2012IHI株主総会用事業案内ビデオ　キャスター
- JA農薬事業キャンペーンガール
- 舞台「亜州之涙」 主演
- 映画『ボディージャック』リポーター役
- 雑誌『Auto Klein』、『モトチャンプ』、『パチンコウォーカー』関西版